# Sopor Aeternus
Sopor Aeternus and the Ensemble of Shadows (adesea referită sub numele simplu de Sopor Aeternus, [literar "Somnul Veșnic", un termen însemnând "Somnul Morții"], sau chiar Sopor), este un proiect muzical, darkwave, din Frankfurt, fondat și compus doar dintr-un singur muzician, Anna-Varney Cantodea. A fost format în anul 1989. Încă de la începuturile Annei-Varney, muzica ei a căpătat notorietate prin aceea că avea un caracter personal, melancolic și nihilistic, inspirându-se din diferite stiluri muzicale și vizuale.

## Anna-Varney Cantodea: biografie
În ciuda anilor de atenție a mediei în Europa, nu se cunosc multe despre Cantodea și viața ei personală. Tot ce se cunoaște despre ea reiese din interviuri și publicații scrise. Ceea ce este sigur este că Anna-Varney Cantodea este o transexuală, născută bărbat până după o operație și a decis să rămână femeie, menționând "conflict spiritual" dacă operația de realocare a sexului este executată. Numele ales este format din Anna, un nume obișnuit, respectiv cuvântul latin "cantodea", care înseamnă cântăreață. Cantodea a folosit pseudonimul Varney înainte de 1997, nume care provine din povestea horror-gotică victoriană "Varney Vampirul sau Festinul Sângelui". În ciuda faptului că nu s-a confirmat, se crede că vârsta ei este undeva în jurul a 50 de ani, așa cum reiese din broșura albumului "Les Fleurs du Mal" :"Sopor: Sedând inima din 1952."
În mai multe interviuri, Cantodea a afirmat că a petrecut trei decenii ale vieții în stări de depresie,disperare și boală extreme, aduse de o serie de experience și îmbolnăviri din trecut. Cantodea a suferit bătăi de la părinți și în școală. La vârsta de șase ani, a fost subiectul unei experiențe out-of-body în timpul unei sedări datorate tonsilectomiei. La vârsta de 12 ani, Anna a început să aibă tendințe suicidale, iar o dată devenită adult, a avut și simptome asemănătoare cancerului, care aproape i-au cauzat orbirea. Aceste evenimente au dus la descoperirea "Ansamblului Umbrelor", un grup de spirite care, conform spuselor ei, i-au venit în vis și i-au oferit inspirație muzicală. Aparența acestora se regăsește în numele proiectului muzical.